# بعادج، الجزایر
بعادج  یک روستا در الجزایر است که در ناحیه المغیر واقع شده‌است.
 بعادج   ۶۴ متر بالاتر از سطح دریا واقع شده‌است.